# Letteratura galiziana pre-risorgimentale
Per quanto concerne la storia della Galizia, si chiama Pre-risorgimento (in galiziano Prerrexurdimento) lo spazio di tempo intercorso tra il 1808 - anno di inizio della guerra contro i francesi (1808-1814) - e il 1863 (data della pubblicazione di Cantares Gallegos, di Rosalía de Castro).

## Contesto storico

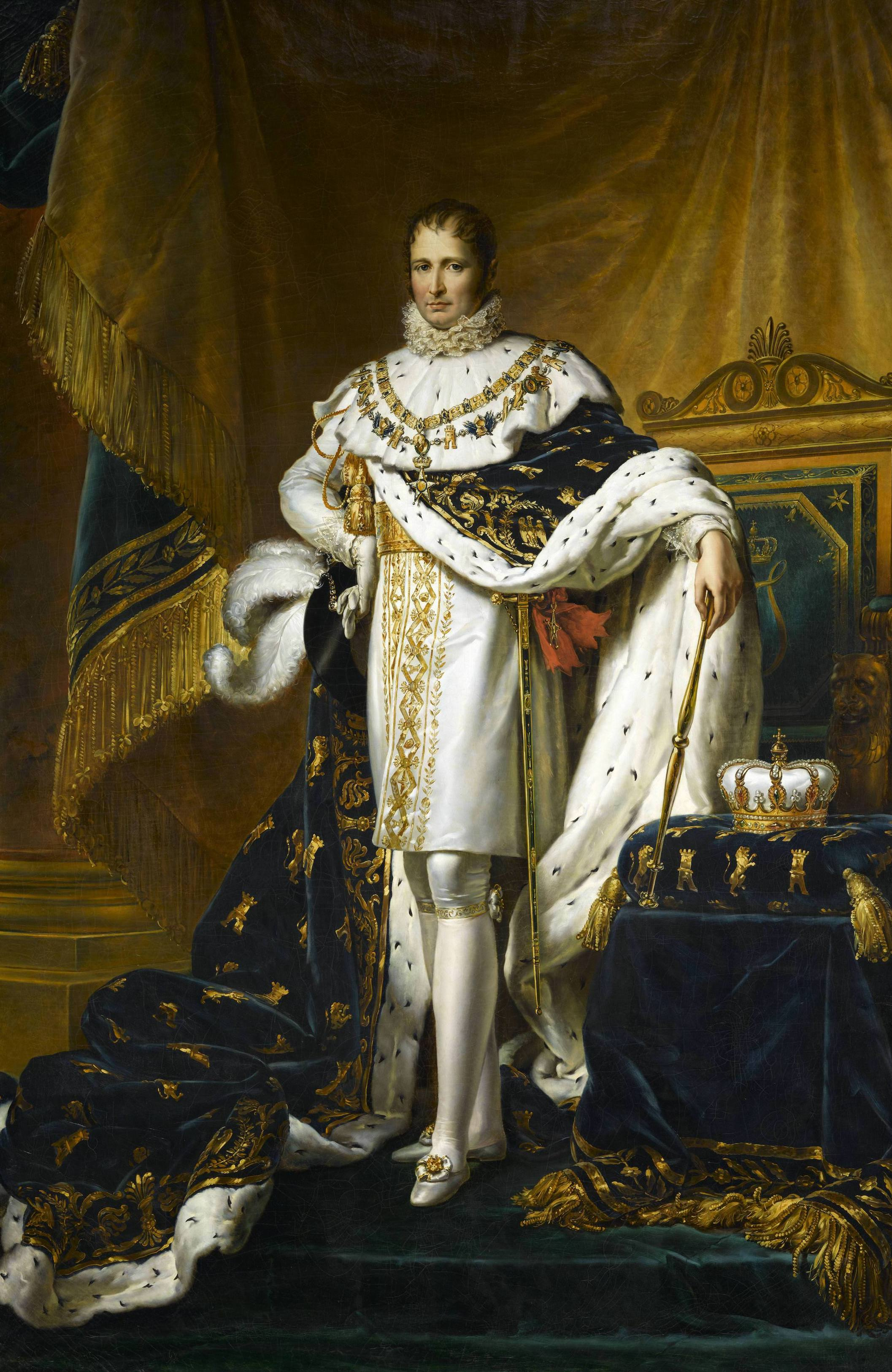
Giuseppe Bonaparte re di Spagna (1808-1813)

Il primo fatto storico che influirà sulla letteratura del XIX secolo sarà la guerra contro i francesi. Già a partire dal 1805, Napoleone Bonaparte entra in trattative con il primo ministro spagnolo Manuel Godoy, con l'obiettivo di formare un'alleanza ispano-francese che avesse come scopo ultimo la spartizione di tutto il Portogallo tra i Bonaparte e Godoy. Frutto di questa alleanza fu nel 1807 la firma del trattato di Fontainebleau. In uno dei punti di questo trattato, si parla del permesso concesso dal governo spagnolo alle truppe francesi, di attraversare la Spagna "de camiño" (di passaggio) per l'invasione lusitana.

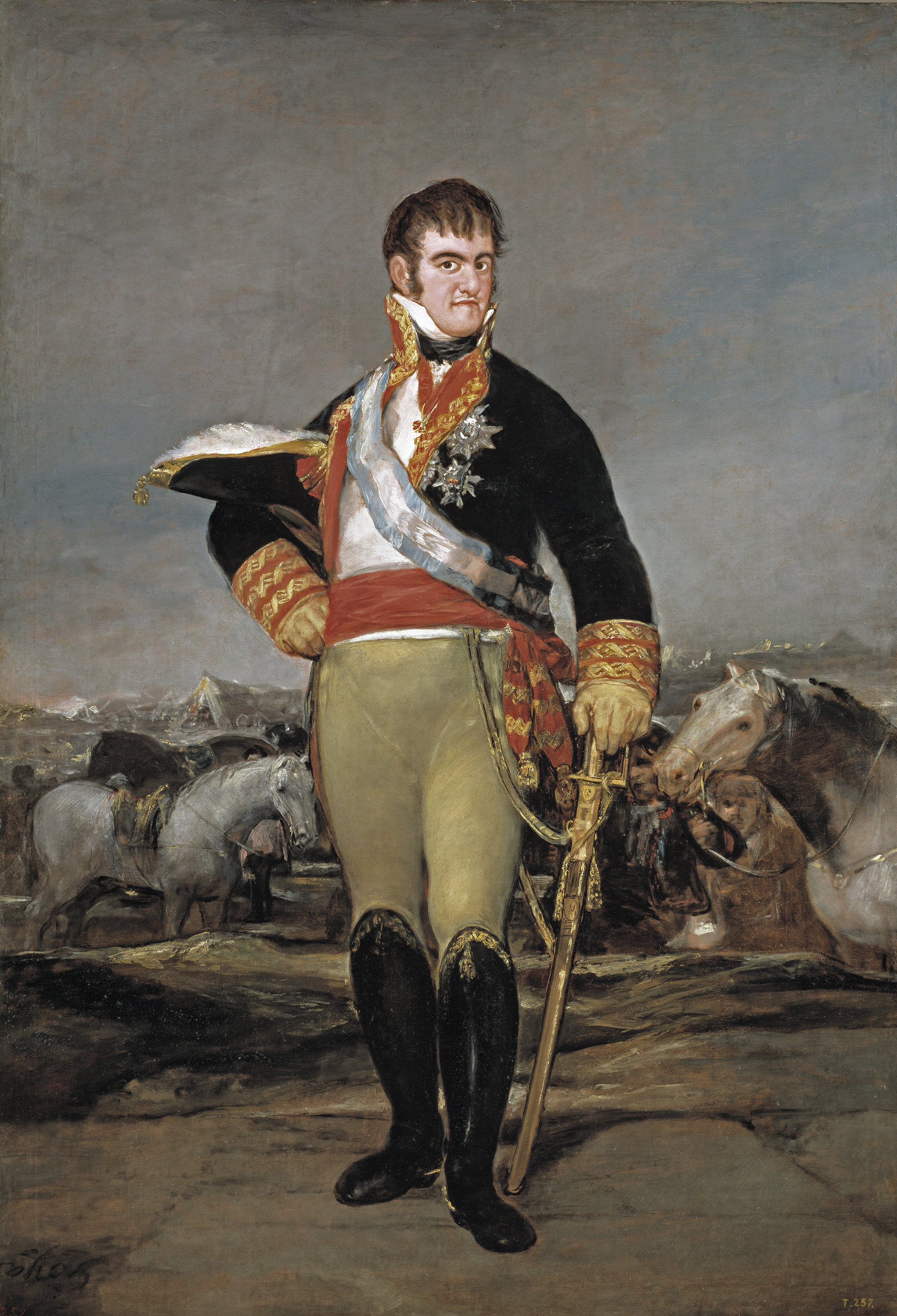
Ritratto di Ferdinando VII, di Francisco de Goya

Ma Napoleone colse l'occasione per conquistare il territorio spagnolo e far salire al trono suo fratello Giuseppe I, soprannominato "Pepe Botella". A partire da questo momento, comincia la cosiddetta guerra contro i francesi o guerra d'indipendenza spagnola, che dura dal 1808 al 1814. Nel corso di questo conflitto bellico, la Galizia restò isolata e autonoma, governata dalla Giunta Generale del Regno di Galizia.
Nel 1812, sotto la spinta delle correnti liberaliste portate dalla Francia, viene approvata nelle Corti di Cadice (Cortes de Cádiz) la prima Costituzione Spagnola, conosciuta popolarmente come "La Pepa", che vide la luce il 19 marzo, giorno di San Giuseppe.
Ma nel 1814, con la sconfitta di Napoleone, sul trono spagnolo tornano i Borboni, vale a dire Ferdinando VII, come stabilito dal trattato di Valençay. Influenzato dal Manifesto dei persiani (1814), il nuovo monarca sopprime le Corti di Cadice e la Costituzione del 1812, facendo ritornare nuovamente l'impero spagnolo verso l'assolutismo. E così sarà fino al 1820, anno in cui il pronunciamento del generale Rafael Riego obbliga Ferdinando VII a giurare sulla Costituzione di Cadice. Tra il 1820, dunque, e il 1823 avrà luogo il cosiddetto triennio liberale, durante il quale si riprendono le risoluzioni delle Cortes di Cadice e venne abolita l'Inquisizione. Ma nel 1823, Ferdinando VII chiese aiuto ai cosiddetti "Centomila figli di San Luigi" (un esercito francese agli ordini della Santa Alleanza) per ristabilire l'assolutismo.
Nel 1833, il ministro spagnolo Andrés Burgos porta a termine una nuova divisione territoriale dello stato spagnolo, con la quale aveva intenzione di rafforzare il centralismo. La cosiddetta riforma stabiliva che la Galizia venisse divisa in quattro province e perdesse (a favore di Castiglia e Asturie), parte del suo territorio.

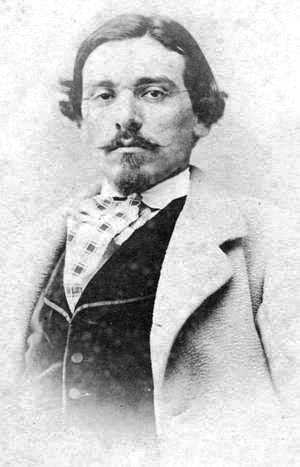
Eduardo Pondal faceva parte del banquete de Conxo

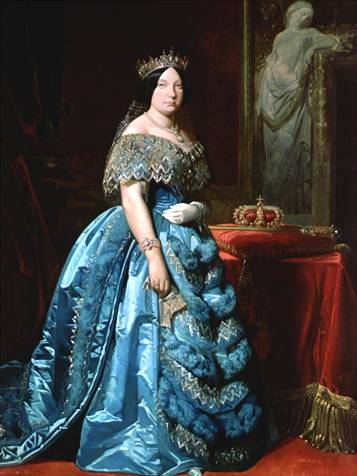
Isabella II, regina di Spagna dal 1833 al 1868

In questo stesso anno (1833), muore Ferdinando VII. Dato che sua figlia Isabella, a quel tempo, aveva solo tre anni, il governo passò nelle mani di sua moglie, Maria Cristina d'Asburgo. Nel 1840, e in seguito al generale Baldomero Espartero, la cui reggenza dura fino al 1843, anno in cui sale al trono (a soli tredici anni) la regina Isabella II.
In particolare, a causa del disaccordo con il governo di questa regina, nascerà in Galizia il movimento cosiddetto del Provincialismo. Si tratta di un gruppo di uomini giovanissimi, guidati da Antolín Faraldo, di ideologia liberale desiderosi di ristabilire l'unità provinciale galiziana e una maggiore autonomia rispetto a quella che godette la Galizia durante la guerra contro i francesi. Nel 1846, si ha la rivolta progressista di Miguel Solís, il cui esito fu la tragedia dei martiri di Carral.
Il 2 marzo del 1856, ebbe luogo, nella popolazione di Conxo, il cosiddetto Banquete de Conxo ("banchetto di Conxo"), nel quale, per la prima volta, a tavola sedevano insieme studenti, lavoratori e artigiani. Tra gli studenti, emergeva la figura del poeta Aurelio Aguirre e il giovanissimo Eduardo Pondal, il quale recità alcune sue poesie scritte in lingua spagnola.
A causa di questo spirito progressista e di valorizzazione della terra, nel 1861 si celebrarono nella città di La Coruña i primi Xogos Florais galiziani, organizzati per iniziativa di Xosé López Cortón. Queste celebrazioni, sorte a imitazione dei Jocs Florals catalani, ebbero grande ripercussione in ambito letterario e politico.

## Prima fase: letteratura di circostanze (1808-1840)
Durante questo primo periodo, troveremo una abbondante quantità di testi il cui contenuto è più di tipo utilitaristico e strumentale che letterario. Questi scritti sono stati, quindi, per lo più fortemente legati al contesto socio-politico del tempo. Così, in questa fase, la guerra contro i francesi e in più il confronto tra i conservatori e i liberali (scaturito dal dibattito sul costituzionalismo) saranno le tematiche dominanti.
Il primo documento "letterario" del Pre-resorgimento di cui abbiamo notizia è una Carta-Representación, firmata da Pedro Cima de Vila, mediante la quale gli abitanti del concello (comune) ourensano di Pontedeva chiedono al re Carlo IV di eliminare la pressione fiscale esercitata sulla commercializzazione e consumo del vino. Ancora una volta, dobbiamo ricordare che il concetto di ciò che è o non è letterario varia nel corso del tempo, e che i documenti formano parte dello studio letterario di questa epoca.

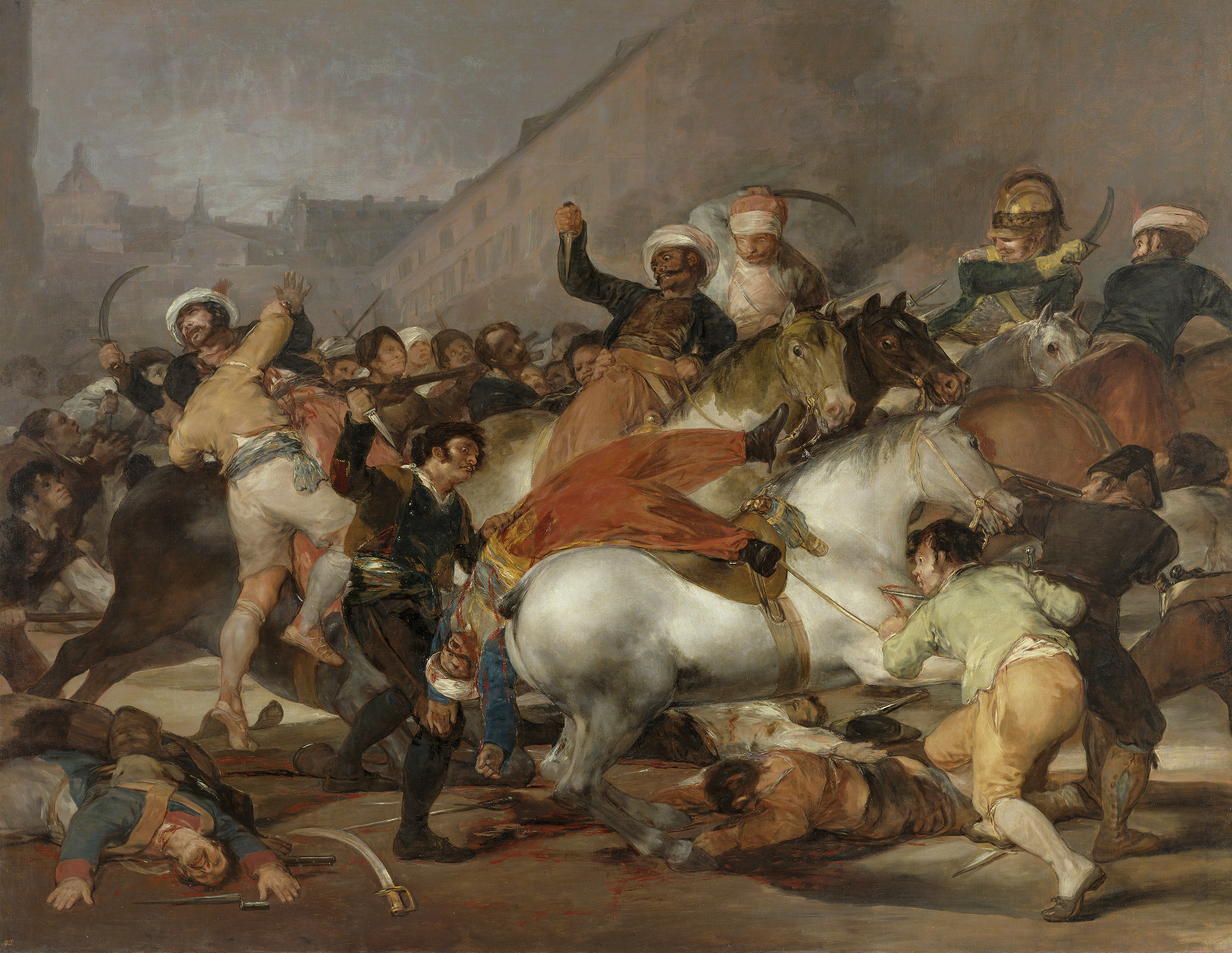
La guerra napoleonica è il tema delle Proezas de Galicia (1810). Nell'immagine, La carica dei mamelucchi di Goya

D'altra parte, a causa della più di una volta citata guerra contro i francesi accolta in Galizia con una certa indifferenza, perlomeno fino al 1809, appaiono numerosi testi (che circolavano in fogli volanti) il cui obiettivo era quello di attirare l'attenzione dei giovani atti a combattere al fronte contro l'esercito francese. Uno di essi è la poesia anonima del 1808 Un labrador que foi sarxento aos soldados do novo alistamento (lett. "un contadino che fu sergente dei soldati del nuovo reclutamento"). Tuttavia, sappiamo da testimonianze indirette che esisteva un grande numero di opere teatrali di tema patriottico, concepite per lo stesso scopo. Attualmente questi componimenti risultano dispersi.
Nel 1810, vede la luce un'opera di Xosé Fernández de Neira, Proezas de Galicia (lett. "gesta" o "imprese di Galizia"). Questa opera, scritta sotto forma di dialogo, narra di due personaggi in praesentiae (Chinto e Mingote) che raccontano, mediante le loro conversazioni, la guerra napoleonica. Anche se i francesi appaiono caratterizzati con tratti negativi, non esiste una idealizzazione dei galiziani, per cui quest'opera, Proezas de Galicia, non può essere intesa come un testo a carattere epico.
Nel 1812, il liberale Antonio Benito Fandiño, durante una dei suoi vari soggiorni in carcere, scrisse l'opera teatrale A Casamenteira ("La Paraninfa"), in cui si narra la storia di un amore (quello di Perucho e Técola) ostacolato dagli interessi sociali ed economici di Xan Rouco (padre di Perucho), e dalla zia Goras (la paraninfa). Questi due ultimi personaggi, organizzano il matrimonio tra Perucho e la Dominga (amante del chierico). Infine, Técola, in una dimostrazione di integrità femminile, rifiuta un altro matrimonio che la zia Goras alla fine gli offre. Anche se risale al 1812, A Casamenteira venne pubblicata solo nel 1849, anno in cui a Ourense venne reso omaggio a Fandiño.

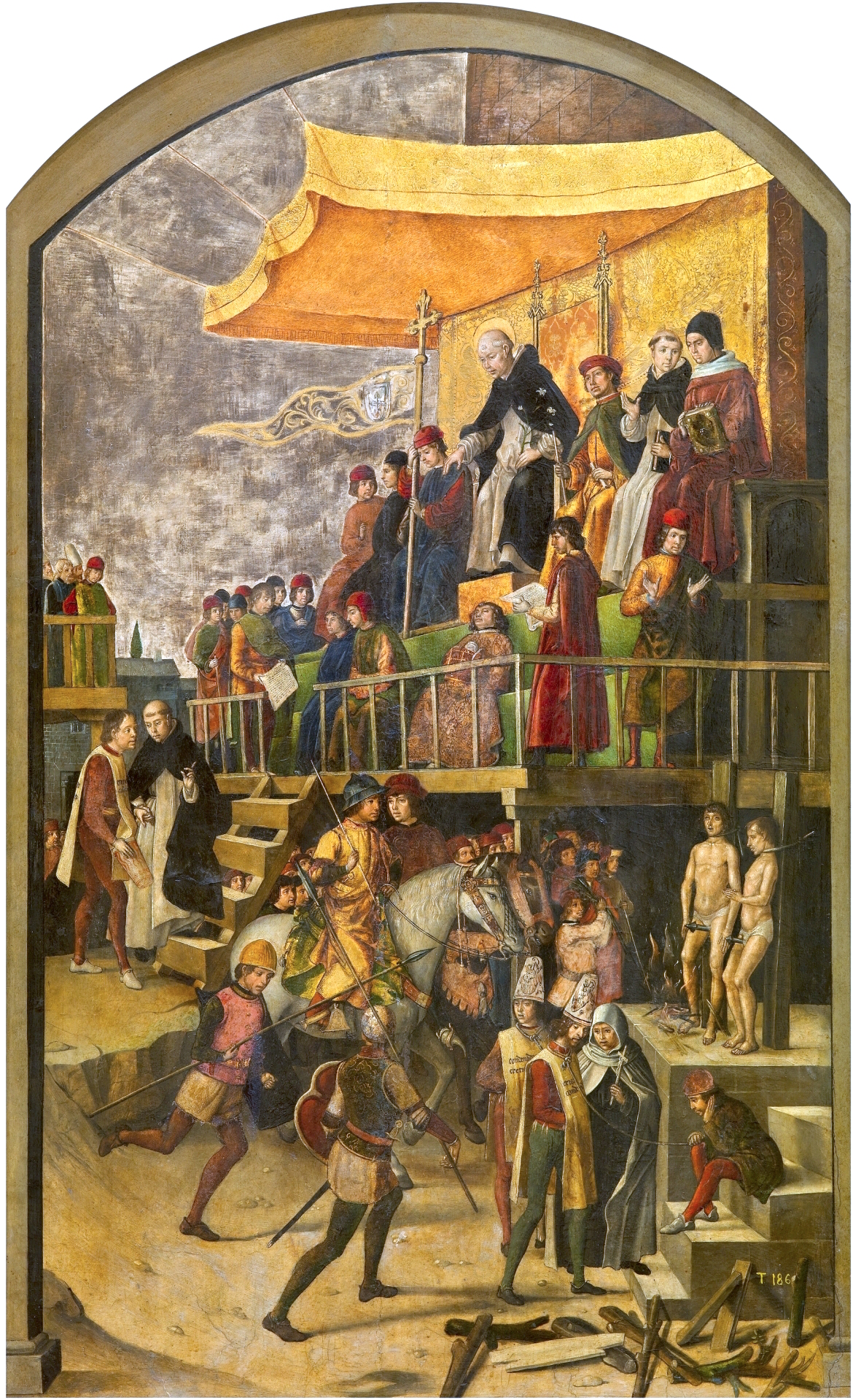
Os rogos dun gallego è una accusa contro l'Inquisizione. Nell'immagine vediamo un'auto de fe

Proseguendo sul filone del genere drammatico, sappiamo che sono possibilmente di questa epoca le due composizioni di cui rende testimonianza Galo Salinas nella sua Memoria acerca de la Dramática Gallega (1896), delle quali una porta il titolo O Pleito do Gallego. L'altra, mancante del titolo, costituisce una satira contro i liberali del 1812, e sarebbe ambientata a Tui. Allo stesso modo, Leandro Carré Alvarellos ce ne fornisce altre due: Conversa entre os Arrieiros Cosme da Grouxa, Marcos Rielo e Roque de Arán e O Litigante Labrador, di Ramón Varela. Tutti questi attestazioni teatrali risultano oggi perdute.
Ritornando alla creazione poetica di questa prima fase, è d'obbligo far riferimento al romance Os Rogos dun Gallego, di Manuel Pardo de Andrade. Questo componimento costituisce una delle più feroci accuse contro l'Inquisizione.
Antagonista a questo testo è la Carta a un Liberal, articolo pubblicato il 23 aprile del 1813 nel giornale Estafeta de Santiago, firmata da "El paysano católico y decidido, Presidente. Por su mandado el ciudanano, Secretario". Si tratta di una ferocissima critica a un liberale e, per estensione, a tutta l'ideologia del liberalismo.
Inoltre, il 22 aprile del 1814, secondo Ramón Mariño Paz, compare sul giornale El Ciudadano por la Constitución un romance in cui si critica la ingenuità dei liberali fiduciosi del fatto che Ferdinando VII avrebbe mantenuto i postulati della Costituzione del 1812. Non si sa se la paternità di questo componimento poetico sia da attribuire ad Antonio Benito Fandiño o a Manuel Pardo de Andrade.
Risalgono al 1820, secondo Xosé María Álvarez Blázquez, i versi di una poesia dal lungo titolo, conosciuta come l'Aniversario Constitucional, che rappresenterebbe un elogio della Costituzione di Cadice e delle libertà recuperate (ricordiamoci che ci troviamo in pieno Triennio Liberale).
Del 1821, sarebbero alcuni commentari scritti in lingua galiziana che appaiono nelle Condiciones y Semblanzas de los Diputados a Cortes para la Legislatura de 1820 a 1821. Nel 1823, venivano pubblicati due composizioni poetiche galiziane nel giornale Diario Constitucional de La Coruña, in cui si criticano gli insorti del Val do Burón. E, nel giornale El Fiscal de los Jueces, edito a La Coruña tra il 1821 e il 1822, tutti i numeri pubblicati iniziano con delle quartine (composizioni di quattro versi) scritte in galiziano.
Oltre a questa tematica politica, abbiamo possibilmente le composizioni di Nicomedes Pastor Díaz, Alborada e l'Égloga de Belmiro e Benigno. Si tratta di due poesie giovanili, scritte da un Pastor Díaz di solo quattordici anni, e che hanno poco a che spartire con il famoso poeta in lingua spagnola che diventerà più tardi.
D'altra parte, dobbiamo dire che a Vicente Turnes gli verrà attribuita l'anonima Letrilla aos rexios desposorios de S.M., datata al 1829.
A partire dal 1820, e soprattutto nel decennio 1830, avrà grandissimo successo il genere del dialogo, particolarmente a Santiago di Compostela e nel suo circondario. Ci troviamo di fronte a testi dialogati (come lo stesso nome del genere indica) dove vengono presentate le persone del mondo rurale che conversano fra loro, e le cui chiacchierate sempre si rifanno in maniera indiretta a un apprezzamento e sostegno per la Costituzione di Cadice e il liberalismo. Si tratta di una strategia dei liberali per diffondere la loro ideologia senza subire nessun tipo di rappresaglia, in quanto i dialoghi restavano comunque anonimi oltre che verosimili (sebbene, nel leggerli, si evince la loro artificiosità). Nell'anno 1820 vedevano la luce i dialoghi Tertulia na Quintana e il Diálogo entre Dominjos e Farruco; nel 1823, faceva la comparsa il Diálogo entre dos Labradores Gallegos Afligidos y un Abogado Instrído; nel 1836, la Parola de Cacheiras e tra il 1836 e il 1837 i Diálogos na Alameda de Santiago, le Tertulias de Picaños e il Coloquio na Pontella Chaínsa. Di questo periodo sarebbero anche il Diálogo entre Gorecho e Mingos, la Tertulia dos Concheiros e O Pleiteante Gallego.

## Seconda fase: i precursori (1840-1863)
A partire dal 1840, sicuramente per un'influenza diretta del movimento del Provincialismo, si ebbero numerose composizioni poetiche scritte e pubblicate in galiziano. Si inizia, dunque, a vedere la lingua galiziana come una lingua letteraria.

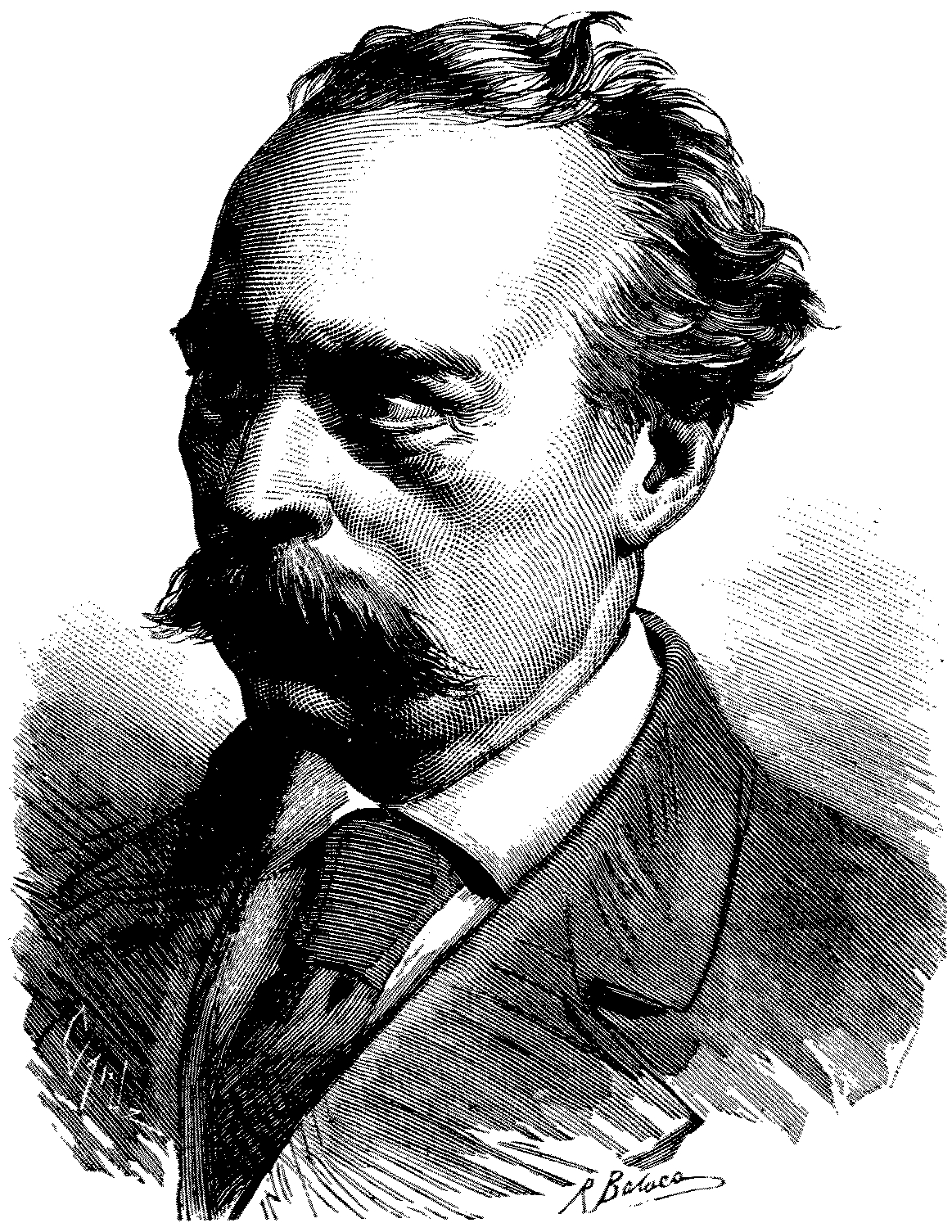
Francisco Añón

Un dei principali eventi del Pre-resorgimento fu la pubblicazione del libro dal lungo titolo A gaita gallega... (1853), di Xoán Manuel Pintos, conosciuto popolarmente come A Gaita Gallega. Si tratta di un'opera di poesia narrativa e dialogata, scritta in galiziano, spagnolo e latino (e con citazioni in francese).
Un altro evento notevole per la letteratura galiziana è la celebrazione dei Xogos Florais di La Coruña (1861), nei quali parteciparono poeti che scrivevano in gallego e in spagnolo. Ma ciò che è veramente importante, dal punto di vista letterario, fu la pubblicazione delle poesie premiate in questo certame raccolte in un volume recante il titolo Álbum de la Caridad, Seguido de un Mosaico Poético de Nuestros Vates Contemporáneos. In questo libro, troviamo composizioni di autori del calibro di Francisco Añón, Xoán Manuel Pintos, Alberto Camino, Rosalía de Castro o Eduardo Pondal.
D'altra parte, quando ci riferiamo ai precursori, stiamo parlando di un gruppo di poeti con delle caratteristiche tematiche comuni, alcune delle quali sono le seguenti:
1) Galizia e il suo paesaggio,
2) difesa della lingua e della cultura galiziana,
3) scene folcloriche,
4) l'amore,
5) il desiderio e la nostalgia,
6) la preoccupazione per la situazione politica e sociale della Galizia.
E per finire, gli scrittori più importanti del periodo dei precursori, sarebbero: Vicente Turnes, Marcial Valladares Núñez, Xoán Manuel Pintos, Francisco Añón, Alberto Camino e inoltre i fratelli Antonio de la Iglesia e Francisco María de la Iglesia.